# Marcos de Niza

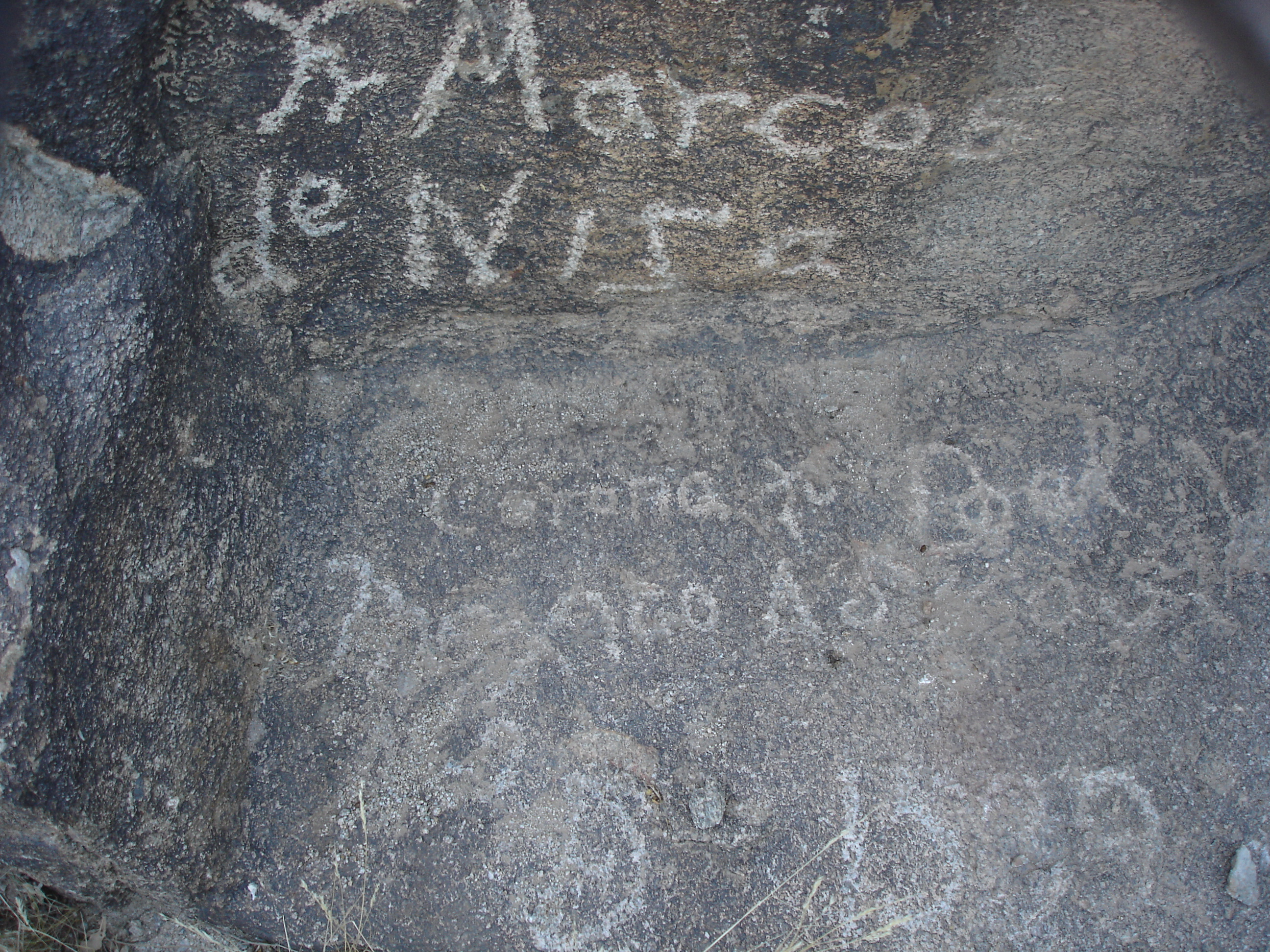
Inscription moderne apocryphe, gravée vers 1920 sur un rocher du Pima Canyon, en Arizona, souvent mais faussement attribuée à Frère Marc de Nice,.

Frate Marco da Nizza ou Fray Marcos de Niza, en français frère Marc de Nice, né vers 1495 à Nice (États de Savoie) et mort le 25 mars 1558 à Mexico (Nouvelle-Espagne), est un franciscain et explorateur italien au service de l'Espagne.
Frère Marc fait partie d'un groupe de Franciscains millénaristes et utopistes, qui ont essayé d'établir des sociétés idéales indiennes en Amérique. Ami de Bartolomé de Las Casas, il lui a fourni l'essentiel des informations dont ce dernier a disposé sur le Pérou.
Il est cependant le premier explorateur à documenter les terres inconnues du pays frontalier entre les États-Unis et le Mexique et les sept villes de Zuñis, au Nouveau-Mexique-.
Le Récit dont il est l'auteur est à l'origine de la légende des 7 Cités d'Or.

## Biographie

### Origines
Il naît dans le comté de Nice, qui fait alors partie des États de la maison de Savoie, orphelin, de patronyme inconnu.
Il devient franciscain de l’Observance, profès de la province de Saint-Louis Évêque, c'est-à-dire la province franciscaine d’Aquitaine, qui englobe Nice.

### Pérou, Quito, Nicaragua, Guatemala (1530-1537)
En 1530, il traverse l'océan Atlantique et rejoint Francisco Pizarro au moment de la conquête du Pérou. Il s'oppose très vite à Pizarro en dénonçant les cruautés espagnoles envers les Indiens.
De retour au Nicaragua, il fait partie en janvier 1534 d'une expédition conduite en Équateur par Pedro de Alvarado, au cours de laquelle il sert de médiateur entre Alvarado  et Diego de Almagro, venu représenter les intérêts de Pizarro, et évite un affrontement entre leurs troupes.
En août 1534, il transfère ses pouvoirs à Almagro pour bâtir un monastère franciscain près de Quito. Il accompagne ensuite Sebastián de Belalcázar dans sa conquête de Quito.
On le retrouve en 1536 au Guatemala, où il témoigne en faveur d'Alvarado dans un procès intenté par Almagro.

### En Nouvelle-Espagne: les expéditions de 1538-1540
Frère Juan de Zumárraga, archevêque de Mexico, le fait venir en 1537.
Fin 1538, le vice-roi Antonio de Mendoza l'envoie à la découverte des territoires situés au nord de la colonie.
Il part en compagnie du frère lai Onorato et de l'esclave noir Estevanico. Il atteint l'Arizona et le Nouveau-Mexique en 1539 et découvre les territoires des indiens zuñis, où Estevanico trouve la mort.
De retour à Mexico, il fait une relation emphatique de sa découverte, mentionnant pour la première fois le nom des cités du royaume de Cíbola, ce qui provoque en 1540 une expédition militaire, commandée par Francisco Vázquez de Coronado, à qui il sert de guide.

### Carrière ultérieure
Lors de la rébellion indienne au nord du Mexique, dite guerre de Miztón, en 1542, il est aux côtés du vice-roi en tant que membre de son conseil de conscience, pour lui inspirer une « manière juste » de réprimer cette révolte.
Chapelain de Juan de Zumárraga en 1546, il doit quitter Mexico pour un climat plus chaud, souffrant des séquelles de ses voyages.
Quand frère Gerónimo de Mendieta le rencontre, vers 1556, il réside à Xalapa, souffrant et très diminué. Il décède le 25 mars 1558 à Mexico, où il est enterré.

## Œuvres

### Œuvres reconnues
- Información a la Corte y al Obispo Fray Juan de Zumárraga de México (« Information à la Cour et à l’Evêque Frère Juan de Zumárraga de Mexico »). Bartolomé de Las Casas l’a insérée dans sa « Très brève relation de la destruction des Indes ».
- Poder de Fray Marcos de Niza a favor del Señor Mariscal (« Pouvoir de Frère Marc de Nice en faveur du Seigneur Maréchal »). Santiago de Quito, 29 août 1534. Manuscrit 74, collection Harkness, bibliothèque du Congrès, Washington, D.C., édition espagnole et traduction anglaise par Stella R. Clemence, The Almagros and the Pizarros, 1531 - 1578, Washington, D.C., 1936.
- Témoignage, in Información hecha en Santiago de Guatemala sobre el concierto celebrado entre el Adelantado D. Pedro de Alvarado y el Mariscal D. Diego de Almagro, para el descubrimiento y conquista de tierras (« Information faite à Santiago de Guatemala sur l’accord intervenu entre le Gouverneur D. Pedro de Alvarado et le Maréchal D. Diego de Almagro, pour la découverte et la conquête de terres »), Santiago de Guatemala, 28 septembre 1536. Archivo General de Indias, Patronato, 180, Ramo 66, 1.
- Relation du voyage à Cíbola. Trois copies du manuscrit original sont connues ; deux copies à l’Archivo General de las Indias, Séville : Relación de Fr. Marcos de Niza a la provincia de Culuacan en Nueva España, 1539, Patronato, Descubrimiento, Nueva España, legajo 20 ; une copie aux Haus, Hof und Staatsarchivs à Vienne (Autriche), Relación de las Indias de fray Marcos Denica, Handschrift Blaum 192 (Böhm 682).
- Lettre à Frère Juan de Zumárraga du 26 février 1546. Publiée par Jímenez de la Espada, Tres cartas familiares de Fray Juan de Zumárraga, primer obispo y arzobispo de México, y contestación a otra que le dirige Fray Marcos de Niza (« Trois lettres familières de Frère Juan de Zumárraga, premier évêque et archévêque de Mexico, et réponse à une autre que lui adresse Frère Marc de Nice ») in Boletín de la Real Academia de la Historia, VI (1885).

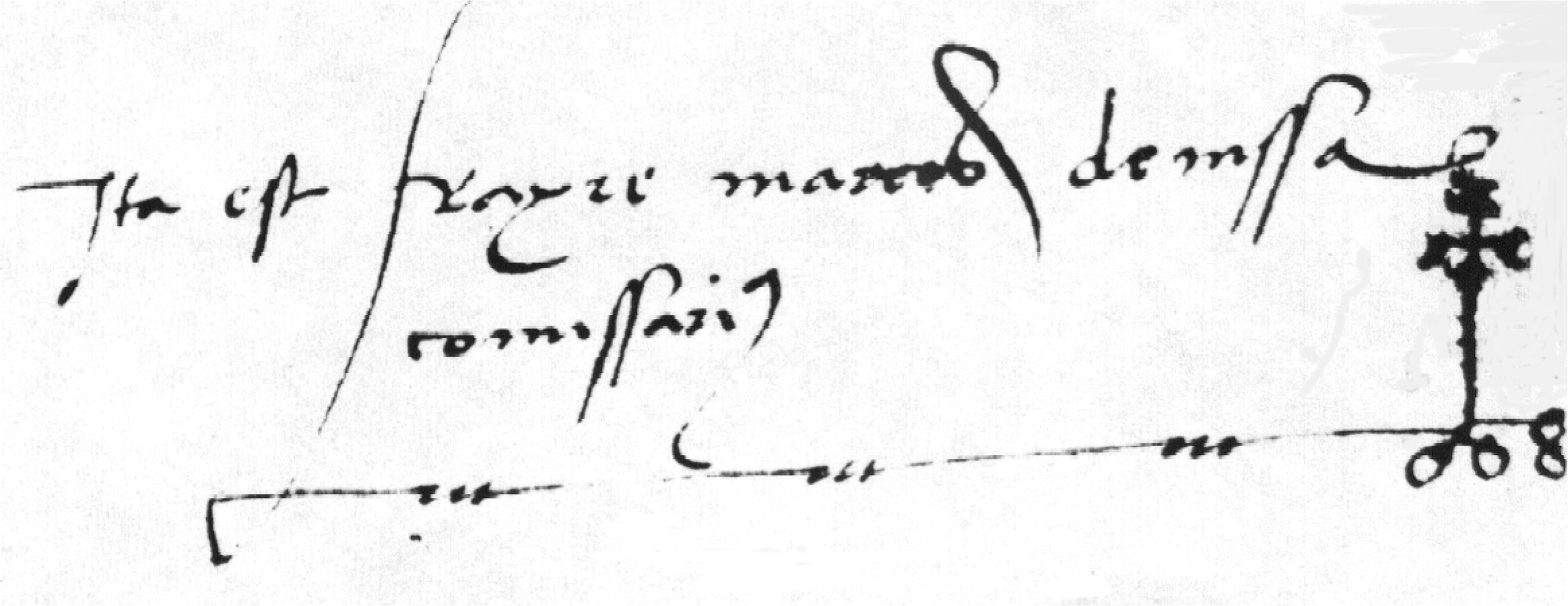
Signature autographe de Fray Marcos de Niza, au bas du "Poder de Fray Marcos de Niza a favor del Señor Mariscal". Se lit : "Ita est, Frayre marcos de nissa, comissaris" (il était alors commissaire de son ordre au Pérou).

### Œuvres perdues
Œuvres relatives au Pérou et à Quito, mentionnées par Juan de Velasco et Antonio de Alcedo :
- Ritos y ceremonias de los Indios (« Rites et cérémonies des Indiens »).
- Cartas informativas de lo obrado en las provincias del Perú y del Cuzco (« Lettres informatives sur l’œuvre dans les provinces du Pérou et du Cuzco »).
- Las dos líneas de los Señores del Perú y del Quito (« Les deux lignées des Seigneurs du Pérou et du Quito »).
- Historia de la conquista de la provincia del Perú (« Histoire de la conquête de la province du Pérou »).
- Historia de la conquista de la provincia del Quito (« Histoire de la conquête de la province du Quito »), selon Velasco ou Conquista de la provincia del Quito por Sebastián de Belalcázar (« Conquête de la province du Quito par Sebastián de Belalcázar ») selon Alcedo.

Documents relatifs à Cibola :
- Lettre à Coronado sur Topira. Coronado mentionne[8] avoir reçu une lettre de Frère Marc lui relatant le début de son voyage vers Cíbola, et en particulier ce qu’il découvrit à Topira (actuel Topía, Durango).
- Deuxième relation de Cíbola. Dans sa relation du voyage à Cíbola, Frère Marc affirme avoir écrit un deuxième rapport, dans lequel il précise, en particulier, les noms des îles situées à la hauteur de Vacapa.

### Attributions
- Historia de la conquista de la provincia del Quito (« Histoire de la conquête de la province du Quito »). Ce document pourrait avoir été inséré par Las Casas dans une version de 1548 de sa « Très brève relation de la destruction des Indes ». Cette version contient une dizaine de chapitres de plus que la version publiée, et, en particulier, ce qui s'avère être l'in-extenso du "Pedazo de una carta..." et qui serait la retranscription du document perdu de Frère Marc. Attribution par Michel Nallino[9].

- Relation de la conquête du Pérou, traduite de l'espagnol, sur un manuscrit inédit de la bibliothèque de M. Ternaux-Compans. Plusieurs auteurs ont attribué à Frère Marc des relations anonymes du Pérou. Henri Ternaux-Compans lui attribue, dans les « Nouvelles annales des voyages et des sciences géographiques », 1842 tome 4, la paternité de cette relation ; attribution moderne à Cristóbal de Molina, dit "l’Almagriste". Certaines parties ont pu être écrites ou inspirées par Frère Marc, Cristóbal de Molina n'ayant pu être le témoin direct de ce qu'il rapporte de la mort d'Atahuallpa.